# 164 (nombre)
Cet article concerne le nombre 164. Pour l'année, voir 164.
164 (cent soixante-quatre) est l'entier naturel qui suit 163 et qui précède 165.

## En mathématiques
Cent soixante-quatre est :
- En entrant 164, la fonction de Mertens retourne 0.

## Dans d'autres domaines
Cent soixante-quatre est aussi :
- Années historiques : -164, 164